# INDIGO
INDIGO (IndIGO, англ. Indian Initiative in Gravitational-wave Observations) — консорциум индийских физиков-специалистов по поиску гравитационных волн. Целью коллаборации является возведение совместной гравитационно-волновой обсерватории в Индии. С 2009 консорциум INDIGO ведёт индийский план работ по гравитационно-волновой астрономии и разработку стратегии индийского участия в постройке гравитационно-волновой обсерватории в Азиатско-Тихоокеанском регионе. INDIGO — это индийский партнёр LIGO (США) в проекте LIGO-India, который представляет собой будущий высокочувствительный гравитационно-волновой детектор, который будет расположен в Индии. Этот проект пока не утверждён, и его финансирование рассматривается научными фондами Индии и США.

## Активность
Консорциум INDIGO возглавил инициативу по разработке проекта гравитационно-волновой обсерватории LIGO-India в ассоциации с LIGO laboratory, США. В дополнение к проекту LIGO-India активность INDIGO включает в себя содействие международному сотрудничеству в области гравитационно-волновой физики и астрономии, а также значительную программу экспериментальных гравитационно-волновых исследований в Индии, включая обучение студентов и молодых учёных, и т. д.

## Организация и членство
INDIGO сейчас имеет 70 научных членов. 11 индийских научных институтов являются членами INDIGO. Бала Ийер из Раманского института исследований — председатель INDIGO, а Тарун Сурадип из Межуниверситетского центра астрономии и астрофизики — представитель по связям с общественностью. Международный консультативный комитет возглавляет известный физик-теоретик Абэй Аштекар.